# Joseph Zito
Joseph Zito, né le 14 mai 1946 à New York, est un réalisateur américain. Il est probablement surtout connu pour avoir réalisé, autour des années 1980, des films d'action et d'horreur à petit budget (en) tels Le Tueur de Manhattan (en), Portés disparus, Invasion USA, Le Scorpion rouge, The Prowler et Vendredi 13 : Chapitre final.
Au milieu des années 1980, Zito passe un an sur la préproduction d'une version de Spider-Man par Cannon Films qui ne sera finalement jamais réalisée.

## Filmographie sélective
- 1975 : Abduction
- 1979 : Le Tueur de Manhattan (Bloodrage, sous le pseudonyme de Joseph Bigwood)
- 1981 : Rosemary's Killer (The Prowler)
- 1984 : Portés disparus
- 1984 : Vendredi 13 : Chapitre final
- 1985 : Invasion USA
- 1989 : Le Scorpion rouge
- 2000 : Delta Force One: The Lost Patrol
- 2003 : Power Play

## Source de la traduction
- (en) Cet article est partiellement ou en totalité issu de l’article de Wikipédia en anglais intitulé « Joseph Zito » (voir la liste des auteurs).